# Al final de la escapada
Al final de la escapada és un documental català de 2010 dirigit per Albert Solé Bruset, estrenat el 2011. Va rebre el premi Biznaga de Plata i el del Públic al Festival de Cine Español de Málaga, i va estar nominada als Premis Gaudí 2012 en la categoria de millor documental.

## Argument
Albert Solé mostra com un militant comunista, amic del seu pare (el polític Jordi Solé Tura), tria morir dignament: “Quan un ha tingut la voluntat de viure amb dignitat, què més que permetre que mori en dignitat”.
Núñez sabia que el final estava a prop. Després d'una vida treballant per utopies, es va lliurar al seu darrer combat, el de la mort digna, amb el mateix fervor revolucionari amb què es va enfrontar al franquisme i a les dictadures centre-americanes. Aquesta és la història d'un home que va estar catorze anys a les presons de Franco, va ser condemnat a mort, torturat i es va jugar la vida en reiterades ocasions a causa dels seus somnis universals de justícia social. Coherent, lúcid i sarcàstic fins al darrer moment, Miguel va organitzar i va controlar cada detall de la seva escapada vital.

## Repartiment
- Marcos Ana: Ell mateix
- Ernesto Cardenal: Ell mateix
- Diana Garrigosa: Ella mateixa
- Agustín Ibarrola: Ell mateix
- Pasqual Maragall: Ell mateix
- Evo Morales: Ell mateix
- Miguel Núñez: Ell mateix
- Sebastià Piera: Ell mateix
- Albert Solé: Ell mateix
- Eulàlia Vintró: Ella mateixa